# 志尊淳
志尊淳（日语：／ Shison Jun，1995年3月5日—），日本男演員，出生於東京都。在2014年超級戰隊系列電視劇集《烈車戰隊特急者》之中飾演「來斗／特急1號」，隸屬於個人事務所，曾隸屬於渡邊娛樂。

## 經歷
- 多次被星探以優渥的條件邀請加入演藝界，對演藝界大感興趣。
- 以讀者模特兒在雜誌上初次亮相。
- 2011年於渡邊娛樂畢業。同年的7月參演「音樂劇·網球王子第二季」的向日岳人。
- 2013年10月加入D-BOYS
- 在2014年參演烈車戰隊特急者的來斗/特急1號。
- 曾在エイエイGO!提及初中時最喜歡英語科。
- 2018年1月《女子的生活》開播，主演小川みき一角。同年以該角色獲頒平成30年度（第73回）文化廳藝術祭「放送個人賞」。[1]
- 2021年3月罹患心肌心肌炎，4月13日宣布康復。[2]
- 2022年義大利品牌Gucci宣布成為品牌全球大使。
- 2023年10月，開設官方網站和官方粉絲俱樂部『S.S.J』。同年於12月31日退出所屬事務所渡邊娛樂。

- 2024年1月，成立個人事務所及移到業務管理職責。

## 出演

### 電視劇
| 年份                                       | 劇名                                                  | 電視台                     | 角色                               |
| 2012年6月1日 - 6月22日                     | D×TOWN 第3弾「ボクらが恋愛できない理由」              | 東京電視台                 | 佐佐木誠                           |
| 2012年8月18日 - 9月1日                     | 青空の卵 第4話 - 第6話                                | BS朝日                     | 安藤純                             |
| 2014年1月24日                              | D-BOYS ショートフィルムフェスティバル「10分な学級会」 | 朝日放送                   | 主演・橫內步                       |
| 2014年2月16日 - 2015年2月15日              | 烈車戰隊特急者                                        | 朝日電視台                 | 主演・來斗 / 特急1號               |
| 2015年7月17日 - 9月24日                    | 表參道高校合唱部！                                    | TBS                        | 夏目快人                           |
| 2015年9月21日                              | 我們仍未知道那天所看見的花名。                        | 富士電視台                 | 松雪集                             |
| 2015年10月12日 - 12月14日                  | 朝5晚9～愛上我的和尚～ 第7話～                        | 富士電視台                 | 星川天音                           |
| 2015年12月20日                             | ダマシバナシ                                          | 日本電視台                 | 主演 吉田星也                      |
| 2016年7月17日 - 9月11日                    | 然後，誰都不在了                                      | 日本電視台                 | 五木啓太                           |
| 2016年8月20日                              | 真實的恐怖故事2016夏季特別篇                          | 富士電視台                 | 高松直樹                           |
| 2016年10月25日 - 12月13日                  | 公主小屋                                              | NHK BS Premium             | 奥田直人                           |
| 2016年12月20日                             | 原以為命中注定的戀愛不會發生在我身上                  | 關西電視台制作・富士電視台 | 緑谷拓                             |
| 2017年2月6日 - 6月19日                     | 寵物情人                                              | 富士電視台                 | 主演・合田武志                     |
| 2018年1月5日 - 26日                        | 女子的生活                                            | NHK                        | 主演・小川美紀                     |
| 2018年1月7日 - 3月11日                     | 致命之吻                                              | 日本電視台                 | 小山內和馬                         |
| 2018年3月10日 - 4月1日                     | DolmenX(ドルメンX)                                    | 日本電視台                 | 主演・隊長                         |
| 2018年4月25日 - 9月29日                    | 一半，藍色。 第21話 - 第156話                         | NHK                        | 藤堂誠（ボクテ）                   |
| 2019年1月17日 - 3月14日                    | 派遣占卜師ATARU                                       | 朝日電視台                 | 品川一真                           |
| 2019年7月9日 - 9月10日                     | Heaven？天國餐館                                      | TBS                        | 川合太一                           |
| 2019年7月13日 - 8月17日                    | 潤一                                                  | 關西電視台                 | 主演・潤一                         |
| 2020年6月16日 - 7月14日                    | 偵探 由利麟太郎                                       | 關西電視台・富士電視台     | 三津木俊助                         |
| 2020年10月11日 - 12月13日                  | 極道主夫                                              | 讀賣電視台・日本電視台     | 赤宮雅                             |
| 2021年7月4日 - 10月24日                    | 直衝青天 第21回 - 第32回                              | NHK                        | 杉浦讓                             |
| 2022年1月12日 - 3月16日                    | 亂來！我居然會成為社長                                | 日本電視台                 | 大牙涼                             |
| 2023年4月14日 - 6月30日・7月25日 - 9月29日 | 爛漫 第10回 - 第65回・第82回 - 第130回                | NHK                        | 井上竹雄                           |
| 2023年5月9日                               | unknown 第4話                                         | 朝日電視台                 | 座山道男                           |
| 2023年9月9日                               | 勿說是推理 特別篇                                     | 富士電視台                 | 相良レン                           |
| 2023年10月20日 - 12月22日                  | 費馬的料理                                            | TBS電視台                  | 主演・朝倉海（與 高橋文哉雙主演）  |
| 2023年12月14日                             | 幽遊白書                                              | Netflix                    | 蔵馬                               |
| 2024年10月6日                              | 爆上戰隊BoonBoomger                                   | 朝日電視台                 | 來斗 / 特急1號                     |
| 2025年1月9日 - 3月20日                     | 日本第一的爛男人 ※我的假家人們                        | 富士電視台                 | 小原正助                           |
| 2025年4月16日 - 6月18日                    | 愛在黑暗中                                            | 日本電視台                 | 主演・設樂浩暉（與岸井雪乃雙主演） |
| 2025年4月20日                              | 廢柴經紀人！-我來管理廢柴的藝人- 第1話                | 日本電視台                 | 設樂浩暉                           |
| 2025年7月31日                              | 玻璃之心                                              | Netflix                    | 坂本一至                           |

### 電影
| 年份           | 片名                                                               | 角色                     |
| 2014年1月18日  | 獸電戰隊強龍者 VS Go Busters 恐龍大決戰！ 再見永遠的朋友啊（東映） | 特急1號（聲）            |
| 2014年3月29日  | 平成騎士對昭和騎士 假面騎士大戰 feat.超級戰隊                      | 來斗／特急1號（聲）      |
| 2014年7月19日  | 烈車戰隊特急者 THE MOVIE 銀河路線SOS                               | 主演·來斗／特急1號（聲） |
| 2015年10月17日 | 先輩與彼女                                                         | 美野原圭吾               |
| 2016年1月23日  | 手裏劍戰隊忍忍者 VS 特急者 THE MOVIE 忍者 In Wonderland            | 來斗／特急1號（聲）      |
| 2016年7月2日   | 全員單戀「說謊之戀」                                               | 主演·                    |
| 2016年11月26日 | 疾風迴旋曲                                                         | 高野誠也                 |
| 2017年2月11日  | 生存家族                                                           | 斉藤翔平                 |
| 2017年4月29日  | 帝一之國                                                           | 榊原光明                 |
| 2017年11月25日 | 覆面系 Noise                                                       | 主演·杠花奏              |
| 2018年11月3日  | 奔跑吧！ T校籃球部                                                 | 主演·田所陽一            |
| 2018年6月15日  | Dolmen X 劇場版                                                    | 隊長                     |
| 2019年2月15日  | 福尔图娜之瞳                                                       | 金田大輝                 |
| 2019年8月23日  | 大叔之愛電影版                                                     | 山田正義                 |
| 2019年10月4日  | HiGH&LOW 热血街区电影版：极恶王                                    | 上田佐智雄               |
| 2020年3月20日  | 靠北少女                                                           | 野畑製藥的職員           |
| 2020年10月30日 | 三角窗外是黑夜                                                     | 三角康介                 |
| 2021年8月6日   | 電影之神                                                           | 水川                     |
| 2022年5月13日  | 泡泡                                                               | 主演・響（聲）           |
| 2022年6月3日   | 極道主夫 THE CINEMA                                                | 赤宮雅                   |
| 2022年9月9日   | HiGH&LOW 熱血街區電影版：THE WORST X                               | 上田佐智雄               |
| 2024年3月1日   | 52赫茲的鯨魚們                                                     | 岡田安吾                 |

### 舞台劇
- 2011年：音樂劇・網球王子第二季- 向日岳人
- 2011年7月 - 9月：青學 vs 冰帝（JCB外）
- 2011年11月：Dream Live 2011（神戶世界紀念館/橫濱圓形競技場）
- 2011年12月 - 2012年2月：青學 vs 六角 （日本青年館外）
- 2012年5月：春季大運動會 2012（有明競技場）
- 2013年4月 - 5月：Dream Live 2013（橫濱圓形競技場/神戶世界紀念館外）
- 2013年7月 - 9月：全國大會 青學 vs 冰帝（TOKYO DOME CITY HALL ）
- 2014年4月：春季大運動黁 2014（橫濱圓形競技場）
- 2012年8月 - 9月：タンブリング vol.3（東京國際論壇）- 土橋晃
- 2013年1月 - 2月：Dステ 12th「TRUMP」（サンシャイン劇場/ABCホール） - ラファエロ・デリコ / アンジェリコ・フラ 役

### 教育系列
- 2015年4月5日 - ：エイエイGO!（NHK）

### CM
- 2014年：萬代「トッキュウジャー変身シリーズ」

## 獎項
| 年度 | 頒獎典禮                 | 獎項       | 作品       | 結果 |
| ---- | ------------------------ | ---------- | ---------- | ---- |
| 2018 | 第11屆CONFiDENCE日劇大獎 | 最佳男主角 | 女子的生活 | 獲獎 |
| 2018 | 第17屆日本文化廳藝術祭   | 放送個人賞 | 女子的生活 | 獲獎 |
| 2019 | 黃金飛翔獎               | 新人賞     | 女子的生活 | 獲獎 |

## 外部連結
- 渡邊娛樂 官方介紹 （日語）（页面存档备份，存于）（已失效）
- 志尊淳オフィシャルブログ SHISON JUN OFFICIAL BLOG （页面存档备份，存于）（日語）
- 志尊淳instagram （页面存档备份，存于）
- 志尊淳的X（前Twitter）（日語）
- 志尊淳的Instagram帳戶（日語）
- 志尊淳的新浪微博

| 前任： 龍星涼 （獸電戰隊強龍者） | 日本超級戰隊系列紅色戰士演員 烈車戰隊特急者 2014年2月16日-2015年2月15日 | 繼任： 西川俊介 笹野高史 矢柴俊博 石川樹 （手裏劍戰隊忍忍者） |